# Hamburgs storstadsregion

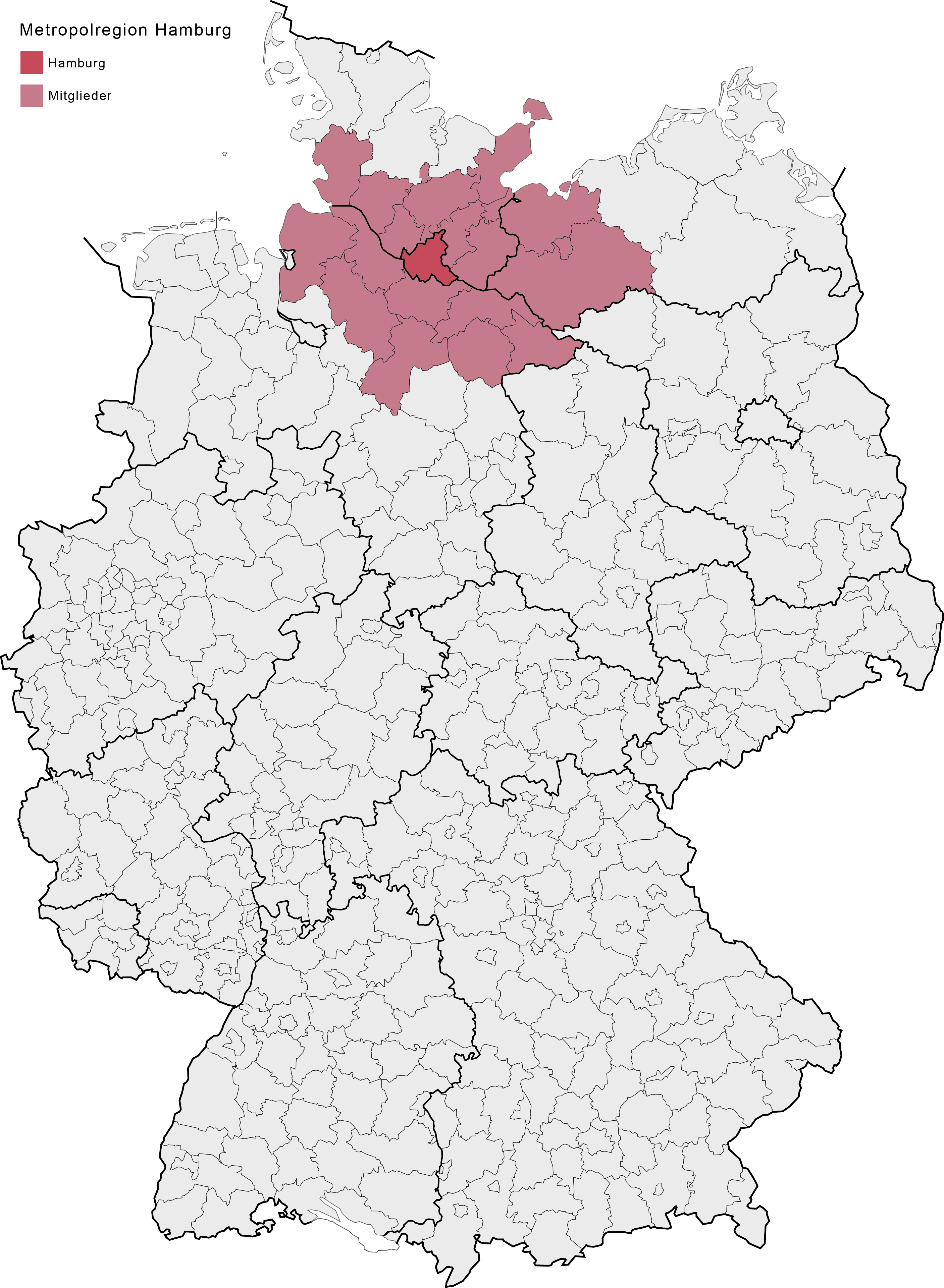
Hamburgs storstadsregion (2017)

Storstadsregionen Hamburg (tyska: Metropolregion Hamburg) är en samarbets- och planeringsregion i norra Tyskland. Regionen omfattar förbundslandet Hamburg och delar av de nordtyska förbundsländerna Niedersachsen, Schleswig-Holstein och (sedan 2012) Mecklenburg-Vorpommern. Invånarantalet är ca 5,3 miljoner (2017).

## Regionen
Regionen omfattar sjutton distrikt (tyska:Landkreis) och tre distriktsfria städer:

### Distriktsfria städer
- Hamburg
- Lübeck (Schleswig-Holstein) (sedan 2012)
- Neumünster (Schleswig-Holstein) (sedan 2012)
- Schwerin (Mecklenburg-Vorpommern) (sedan 2017)

### Niedersachsen
- Landkreis Cuxhaven (huvudort Cuxhaven)
- Landkreis Harburg (huvudort Winsen)
- Landkreis Heidekreis  (huvudort Bad Fallingbostel)
- Landkreis Lüchow-Dannenberg (huvudort Lüchow)
- Landkreis Lüneburg (huvudort Lüneburg)
- Landkreis Rotenburg (huvudort Rotenburg)
- Landkreis Stade (huvudort Stade)
- Landkreis Uelzen (huvudort Uelzen)

### Schleswig-Holstein
- Kreis Dithmarschen (huvudort Heide)
- Kreis Herzogtum Lauenburg (huvudort Ratzeburg)
- Kreis Ostholstein (huvudort Eutin) (sedan 2012)
- Kreis Pinneberg (huvudort Pinneberg)
- Kreis Segeberg (huvudort Bad Segeberg)
- Kreis Steinburg (huvudort Itzehoe)
- Kreis Stormarn (huvudort Bad Oldesloe)

### Mecklenburg-Vorpommern
- Landkreis Nordwestmecklenburg (huvudort Wismar) (sedan 2012)
- Ludwigslust-Parchim (huvudort Parchim) (sedan 2012/2017)